# Gåsgrund, Esbo
Gåsgrund är en ö i Finland. Den ligger i Finska viken och i kommunen Esbo i den ekonomiska regionen  Helsingfors i landskapet Nyland, i den södra delen av landet. Ön ligger omkring 14 kilometer sydväst om Helsingfors.
Öns area är 9,6 hektar och dess största längd är 0,6 kilometer i sydväst-nordöstlig riktning.